# Río Linda Vista
Río Linda Vista är en ort i Mexiko.   Den ligger i kommunen San Agustín Loxicha och delstaten Oaxaca, i den sydöstra delen av landet, 500 km sydost om huvudstaden Mexico City. Río Linda Vista ligger 1 370 meter över havet och antalet invånare är 163.
Terrängen runt Río Linda Vista är kuperad västerut, men österut är den bergig. Terrängen runt Río Linda Vista sluttar brant västerut. Runt Río Linda Vista är det ganska tätbefolkat, med 83 invånare per kvadratkilometer. Närmaste större samhälle är San Agustín Loxicha, 2,1 km söder om Río Linda Vista. I omgivningarna runt Río Linda Vista växer i huvudsak städsegrön lövskog.